# Goňur depe
Goňur depe is een archeologische vindplaats bestaande uit een grote nederzetting uit de vroege bronstijd (2.400 tot 1.600 v.Chr.)  ongeveer 60 km ten noorden van Mary (het oude Merv) in Turkmenistan. Het is de belangrijkste nederzetting van het Bactria-Margiana Archeologisch Complex (BMAC).

## Archeologie
De site werd ontdekt door de Grieks-Russische archeoloog Viktor Sarianidi. In 1972 verzamelde hij daar de eerste aardewerkscherven van het oppervlak, en van 1974 tot 2013 groef hij op de site. Sarianidi ontdekte een paleis, een versterkte omheining van leemstenen en tempels met vuuraltaren die hij associeerde met de zoroastrische religie. 
Goňur depe heeft een totale oppervlakte van ongeveer 55 hectare en wordt door archeologen verdeeld in drie hoofdsectoren: Goňur Noord, de Grote Necropolis en Goňur Zuid. Het noordelijke deel van het complex, Goňur Noord, had een centrale citadelachtige structuur van ongeveer 100 bij 180 m.

## Goňur Noord
Het belangrijkste versterkte complex is het bijna elliptische gebied dat bekendstaat als Goňur Noord (ca. 330 × 460 m), uit ca. 2400 tot 1900 v.Chr., met inbegrip van het "monumentale paleis" en bijgevoegde gebouwen, rituele gebieden en vele tempels, evenals de "koninklijke necropolis" en verschillende waterreservoirs. Het monumentale paleis stond in het midden (ca. 150 x 140 m) en werd omgeven door een dubbele muur, met twee grote binnenplaatsen en een axiale gang, evenals een grote warenopslag en binnenverblijven die mogelijk een troonzaal en audiëntiezalen waren. Bij de ingang van het monumentale paleis waren waterbronnen aangesloten op keramische buizen, wellicht voor de rituele reiniging van bezoekers. 
De koninklijke necropolis, gelegen in het zuidoosten van Goňur Noord, bestond uit acht ondergrondse ruimtes voor begrafenissen en drie grote kuilen voor hetzelfde doel. Er werden artefacten van goud, zilver, steen en brons gevonden, wat de hoge status van de begravenen aantoont. In de laatste fase van deze necropolis werden veel voorwerpen van olifantenivoor gevonden. Dit niveau is gelijktijdig met de late lagen in Altyn depe in Turkmenistan en Mohenjodaro in Pakistan. Bij opgravingen in een met bakstenen beklede grafkuil, grafnummer 3200 van de koninklijke necropolis, werd een paardenskelet gevonden uit periode I, gedateerd rond 2200 v.Chr., samen met een vierwielige houten wagen met bronzen velgen. Archeoloog Julio Bendezu-Sarmiento, die het artikel van Nadezjda Doebova (2015) noemt, merkt op dat het een bijna compleet skelet van een veulen was, dat op een wagen met wielen omringd door bronzen banden rustte, en dat met behulp van koolstofdatering gedateerd werd op 2250 v.Chr. Hij beschouwde dit paard en de wagen dan ook als anderhalve eeuw ouder dan soortgelijke begrafenissen van de Sintasjtacultuur. Een stenen beeldje dat lijkt op een paard met zadel werd gevonden in grafnummer 3210, ook in de koninklijke necropolis, en werd in 2005 door Sarianidi gerapporteerd, en in graf 3310 werden delen van het lichaam van een hengst gevonden. De hengst miste zijn hoofd, romp en staart, en werd door Sarianidi (2008) beschouwd als een cultusbegrafenis van een gedomesticeerd paard. 

## Grote necropolis
De grote necropolis, met meer dan drieduizend graven van verschillende typen op een oppervlakte van ca. 10 hectare, lag ongeveer 200m ten westen van Goňur Noord. In deze necropolis werden alleen volwassenen en jongeren ouder dan acht jaar begraven; kinderen werden begraven bij huizen of in verlaten gebouwen.  
In het zogenaamde "graf van een krijger", nummer 2380 op deze necropolis, werd een bronzen knotskop gevonden met daarop een paard met prominente oren. 

## Mozaïeken
In de necropolis werden talrijke mozaïeken gevonden. Deze sierden enkele muren en werden ook aangetroffen op veel grote houten kisten en dozen waarin ooit kostbare koninklijke offergaven zaten. De mozaïeken zijn gedateerd op het einde van het 3e millennium v.Chr. 
Dergelijke mozaïeken zijn elders in het oude Oost-Azië vrijwel onbekend, maar in Mari, Syrië, zijn talrijke parallellen met deze mozaïeken gevonden. Andere duidelijke parallellen zijn ook te vinden in de koninklijke begraafplaats van Ur. 

## Goňur Zuid
Goňur Zuid is een kleiner, vierkant complex (ca. 130 × 120m) bewoond tussen ca. 1900 en 1600 v.Chr., versterkt met twee series massieve concentrische muren met ronde torens aan de omtrek. De zogenaamde Temenos, ook gelegen in Goňur Zuid, is een parallellogram-heiligdom met sterke muren, ronde torens op de hoeken en halve torens aan de omtrek, dat door Sarianidi werd beschouwd als een gebied gerelateerd aan de Soma-cultus. In de Temenos was een kleine tempel gebouwd die "het fort" werd genoemd. Het gebouw heeft de vorm van een kruis en droeg twaalf ronde torens, één in elke hoek van het kruis. Deze torens hadden elk een smalle deur. Omdat het een latere ontwikkeling was, werd dit "fort" niet afgemaakt, maar het leek erg op de "vuurtempel" in Tepe Nush-i Jan.  

## Chronologie
Volgens de gegevens van vroeg onderzoek en recente stratigrafische studies, uitgevoerd van 2014 tot 2018, bepaalden Robert Satajev, Nadezjda Doebova en Moechammed Mamedov vijf periodes: 
| Fase | Chronologie              | Functies                                                                                              |
| ---- | ------------------------ | --- |
| 1    | (~2500/2300–2000 v.Chr.) | stichting van de nederzetting tot de bouw van het paleis                                              |
| 2    | (~2000–1900 v.Chr.)      | bouw van het paleis tot aan de "grote brand" in het paleis                                            |
| 3    | (~1900–1700 v.Chr.)      | restauratie van het paleis na de brand, totdat het niet langer de residentie van de heersers was      |
| 4    | (~1700–1600 v.Chr.)      | vertrek van de heersers en het gebruik van het paleis door de gewone burgers totdat het verwoest werd |
| 5    | (~1600–1500 v.Chr.)      | verwoesting van het paleis totdat het volk het gebied verliet                                         |

In de eerste periode van bewoning werden in Goňur Noord twee scherven in Göksüýri-stijl uit de Namazga III-periode (ca. 3200-2800 v.Chr.) gevonden, en drie radiokoolstofmonsters uit Goňur depe behoren tot de Göksüýri/Sarazm-periode, afkomstig uit smalle wanden die een kortdurende bewoning aantonen.

## Genetica
Uit DNA-sequencing van individuen uit Goňur depe bleek dat het grootste deel van hun afstamming overeenkwam met neolithische boeren van het Iraanse plateau, met kleine hoeveelheden afstamming van Anatolische neolithische landbouwers en Oost-Europese jager-verzamelaars. Een aantal individuen hadden, hoewel ze ook voor het grootste deel afkomstig waren uit het Iraanse neolithicum, ook voor een deel Zuid-Aziatische voorouders en minder Anatolische voorouders, mogelijk als gevolg van contact met de Indusbeschaving. 

## Soma
Sarianidi vond wat leek op een ketel voor de rituele drank soma, die in de Rigveda en Avesta genoemd wordt als haoma. Sarianidi verklaarde ook gerechten met sporen van cannabis, papaver en ephedra gevonden te hebben. Volgens hem versterkten deze vondsten de theorie dat dit de ingrediënten van soma waren. 
Bij opgravingen in Ulug depe nabij Duşak in het zuiden van Turkmenistan werden vergelijkbare werktuigen voor het maken van soma gevonden, die beschreven worden als een "persset". De vondsten werden gedaan in de lagen van de late bronstijd.
De werktuigen:
"... bestonden uit een enorme stenen vijzel en een stamper, een perssteen met een halfbolvormig uitsteeksel in het midden en ernaast een soortgelijke met een halfbolvormige verdieping."

## Historische context
Geleerden zijn van mening dat de oude Oxus-cultuur (Bactria-Margiana) haar oorsprong vond op plekken als Anau, op de noordelijke hellingen van het Kopet-Dag-gebergte. Anau dateert uit 6.500 v.Chr. Latere nederzettingen zoals Goňur depe zijn mogelijk gesticht door mensen die vanwege het veranderende klimaat vanuit het Kopet-Dag-gebied daarheen verhuisden. 
In de periode 1800-1500 v.Chr. vonden er steeds meer invallen plaats in de vorm van van nomadische kampementen van de Andronovocultuur. Volgens Lamberg-Karlovsky betekende de aanwezigheid van Andronovo-aardewerk in Goňur depe (het karakteristieke aardewerk van de Euraziatische steppe, waar het moderne paard werd gedomesticeerd) dat het paard zeker bekend was bij de BMAC. Sarianidi wees echter de steppeverbinding voor de aanwezigheid van het paard in het BMAC af. 
Mallory (1997) wees erop dat de versterkte nederzettingen van het BMAC, zoals Goňur depe en Togolok, lijken op de qila, het type fort dat in deze regio in de historische periode bekend was. Ze kunnen rond of rechthoekig zijn en tot drie omringende muren hebben. Binnen de forten bevonden zich woonvertrekken, werkplaatsen en tempels. 
De site werd waarschijnlijk verlaten nadat de Murghab zijn loop naar het westen verplaatste.
- Virtual International Authority File: 241241892